# 유자화채
유자화채(柚子花菜)는 유자와 배를 이용해 만드는 화채이다.

## 만드는 법
유자의 껍질을 4등분으로 나누어 속을 건드리지 않고 겉껍질을 벗겨 낸 뒤 알맹이를 하나씩 떼어낸다. 줄기는 떼어내고 씨를 뺀다. 유자 껍질을 도마에 올려 흰 부분은 얇게 저며내고 노란 부분은 채썬다. 배는 껍질을 벗기고 얇게 채썰어 유자의 노란 부분과 함께 둔다.
물과 설탕을 함께 끓여 식혀서 설탕물을 만든다. 유자의 속으로 즙을 내어 설탕물에 섞는다.
큰 그릇에 채썬 유자와 배를 가지런히 담고, 설탕물을 부은 뒤 뚜껑을 덮어 약 30분 정도 유자향이 우러나도록 한다. 완성되면 석류와 잣을 띄운다.

## 한국 문화 속의 유자화채
유자는 전라남도 고흥군, 완도군과 경상남도 거제군 등 남해안 지역에서 재배하는 작물이라, 유자화채는 전라도와 경상도 지방의 특산 음료이다. 갈증을 달래 줄 뿐만 아니라 모양도 아름답다.
유자화채는 조선 시대에 궁중에서 먹는 한국의 궁중 음식이었다. 주로 음력 9월 9일을 전후하여 가을에 먹는 음식이었으며, 화전인 국화전과 국화주를 곁들여 함께 먹는 것이 전통이었다.

## 같이 보기
- 화채
- 유자차